# Fra Sibirien til Moskov
Fra Sibirien til Moskov er en ballet i to akter skabt af den danske koreograf og balletmester August Bournonville til Den Kongelige Ballet i 1876. Balletten er Bournonvilles sidste store ballet og blev til på baggrund af oplevelser fra en rejse til Rusland i 1874, hvor han blandt andet mødte Marius Petipa og så flere af hans store balletter. Musikken blev komponeret af Carl Christian Møller.
Balletten havde premiere på Det Kongelige Teater den 7. december 1876. Værket blev en succes og blev opført 46 gange på Det Kongelige Teater frem til den blev opført sidste gang i 1904. Et forsøg på at genopsætte balletten i 1917 blev opgivet i sidste øjeblik på grund af Den Russiske Revolution.
Balletten blev ud fra notater og andet historisk stof rekonstrueret af Frank Andersen og Dinna Bjørn og opsat på Den Georgiske Nationalballet i Tbilisi i Georgien, hvor den havde premiere den 22. oktober 2009.